# أندريه بورغينيون
أندريه بورغينيون (بالفرنسية: André Bourguignon)‏ هو طبيب نفسي فرنسي، ولد في 8 أغسطس 1920 في باريس في فرنسا، وتوفي بنفس المكان في 9 أبريل 1996.